# Phyllochaetopterus arabicus
Phyllochaetopterus arabicus är en ringmaskart som beskrevs av Grube 1870. Phyllochaetopterus arabicus ingår i släktet Phyllochaetopterus och familjen Chaetopteridae. Inga underarter finns listade i Catalogue of Life.